# Scolopes megastra
Scolopes megastra är en svampdjursart som beskrevs av de Laubenfels 1953. Scolopes megastra ingår i släktet Scolopes och familjen Alectonidae. Inga underarter finns listade i Catalogue of Life.